# Megachile microdontura
Megachile microdontura är en biart som beskrevs av Cockerell 1927. Megachile microdontura ingår i släktet tapetserarbin, och familjen buksamlarbin. Inga underarter finns listade i Catalogue of Life.